# International Motors
International Motors (до 2024 року Navistar International Corporation) — це американська холдингова компанія, створена в 1986 році. Наступник виробничої компанії International Harvester, International виробляє вантажівки та дизельні двигуни під власним брендом та автобуси під назвою IC Bus. З липня 2021 року компанія функціонує як незалежна дочірня компанія Traton, яка є підрозділом Volkswagen Group, що займається виробництвом важких автомобілів.
Штаб-квартира International розташована в Лісле, штат Іллінойс, і має власну команду виконавчого керівництва.  Станом на 2019 рік компанія має 13 000 співробітників по всьому світу.  International працює через мережу з майже 1000 дилерських точок у Сполучених Штатах, Канаді, Бразилії та Мексиці та понад 60 дилерів у 90 країнах.  Navistar Defense LLC працює незалежно і належить Cerberus Capital Management.

## Історія

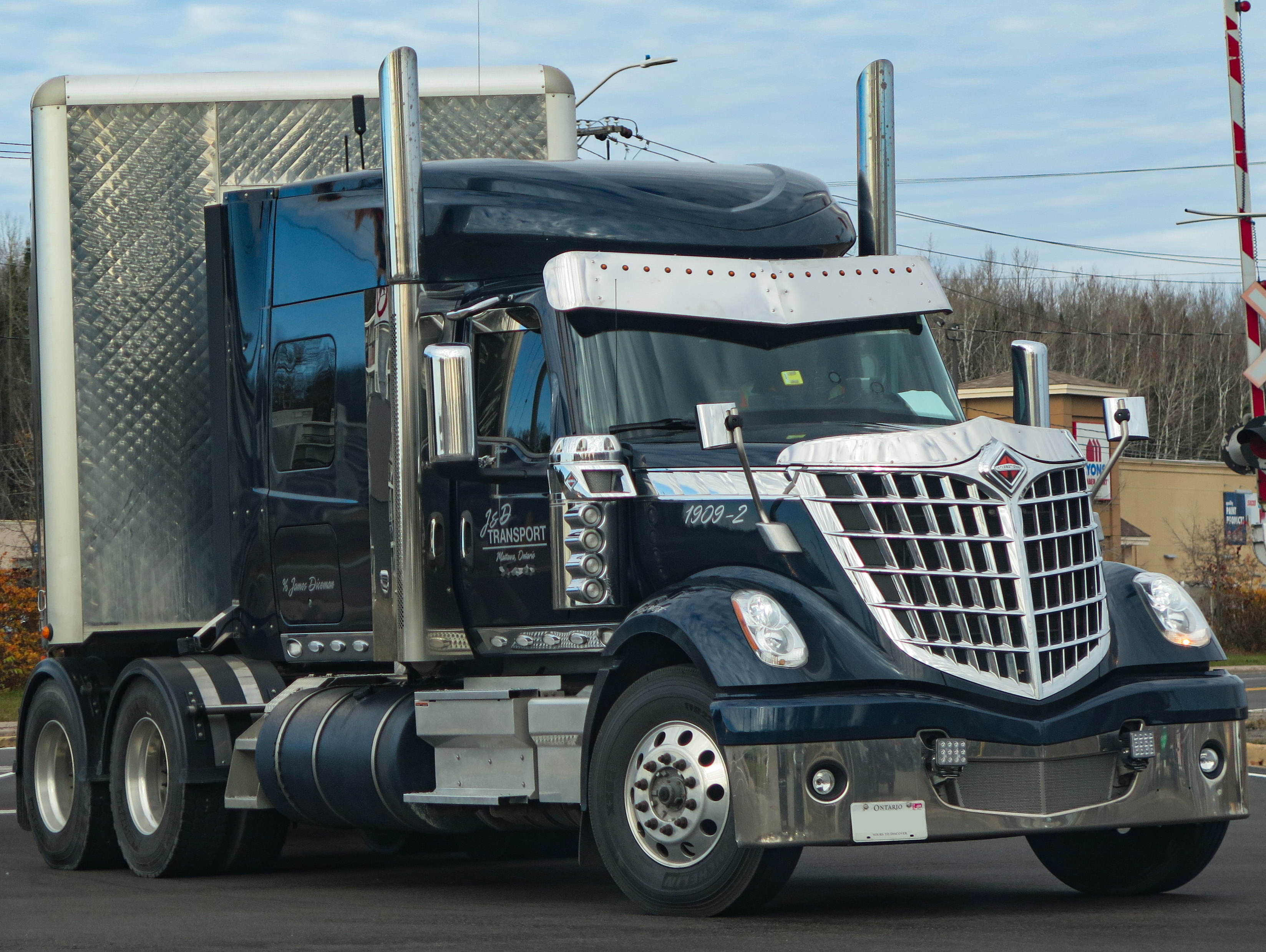
International LoneStar

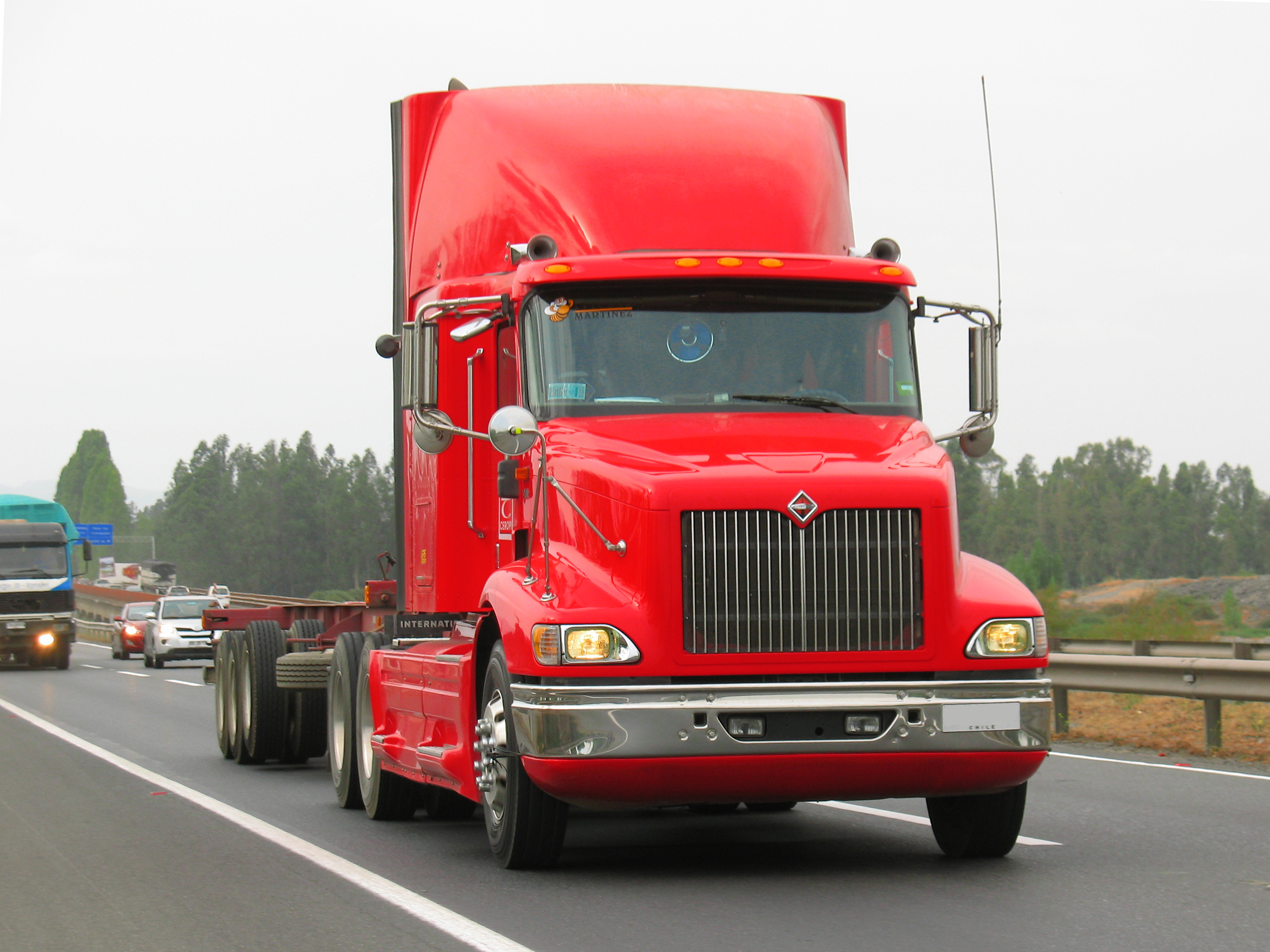
International 9200i 2011

Злиття компаній McCormick Harvesting Machine Company та Deering Harvester Company у 1902 році призвело до створення International Harvester Company (IH) у Чикаго, штат Іллінойс. У 1908 році International представила International Harvester Auto Wagon, попередника пікапа. Протягом наступних трьох чвертей 20 століття компанія перетворилася на диверсифікованого виробника автомобілів у багатьох галузях. На додаток до сільського господарства та будівництва, International пропонувала ряд вантажівок від пікапів споживчого класу (Light Line) до важких комерційних вантажівок разом із першими позашляховиками (універсал на базі вантажівки Travelall та орієнтований на бездоріжжя Scout). Разом із брендом тракторів Farmall International представила бренд Cub Cadet, що включає газонні та садові трактори та енергетичне обладнання для домашнього використання.
На початку та в середині 1980-х років для International Harvester настали важкі часи під час поганої сільськогосподарської економіки. На початку 1980-х американська група International Harvester постала перед фінансовими труднощами після розширення по всьому світу. Сільськогосподарський підрозділ було продано Tenneco в 1984 році та об’єднано з Case Corporation, утворивши Case-IH. Придбані компанії DAF, ENASA, Seddon Atkinson і Pacific довелося знову продати. У 1986 році необхідна реорганізація призвела до створення Navistar International Transport Corporation.
У 2005 році Navistar заснувала спільне підприємство Mahindra International з Mahindra & Mahindra Limited в Індії для виробництва вантажівок і автобусів для індійського ринку. Також у 2005 році Navistar придбала GVW Parts, компанію GVW Group з Хайленд-Парку, штат Іллінойс, яка продає запасні частини та аксесуари для OES для вантажівок, автобусів і транспортних засобів для відпочинку. Navistar також придбала Workhorse Custom Chassis, спеціаліста з шасі RV, автобусів і комерційних автомобілів на базі GM, зокрема у GVW. У співпраці з дочірньою компанією GVW UCBC компанія розробила Walk-In Van, алюмінієвий фургон, спеціально розроблений для потреб компаній, що здійснюють доставку від дверей до дверей, і служб посилок, таких як Federal Express або UPS.
На 2010 рік були заплановані більш суворі правила США щодо викидів вантажівок, які суворо обмежили певні показники, такі як викиди оксиду азоту. Усі конкуренти — крім Navistar — використовували як розчин селективне каталітичне відновлення (SCR) для своїх дизельних двигунів. Передбачалося повернути вихлопні гази у двигун, охолодити їх там і таким чином зменшити викиди («рециркуляція вихлопних газів» — EGR). Однак на практиці це не спрацювало. Зменшився пробіг, зросла витрата пального транспортними засобами. У результаті транспортні засоби з цією ж технікою перевізники повертали масово. Частка Navistar на ринку США скоротилася вдвічі з 2010 року до 11 відсотків у 2016 році. За ці роки ціна акцій впала на 80 відсотків.
У 2012 році Комісія з цінних паперів і бірж США почала розслідування компанії. Компанію Navistar звинуватили в навмисному введенні в оману інвесторів, стверджуючи, що вона може відповідати новим на той час нормам щодо викидів. Управління з охорони навколишнього середовища також наклало штраф у розмірі майже 2000 доларів за двигун за недотримання норм викидів. Тим часом група домовилася з екологічним органом про виплату однозначної мільйонної суми.
Оскільки розвиток загрожував існуванню групи, тодішнього генерального директора було звільнено та замінено Льюїсом Кемпбеллом з конгломерату Textron. Виробництво вантажівок EGR було припинено та покладалося на каталізатор, як і у всіх інших постачальників. Крім того, було звільнено чверть робочої сили, яка тоді становила лише близько 14 000 осіб.
Щоб сприяти світовому розширенню підрозділу комерційних автомобілів, Volkswagen Truck & Bus і американський виробник комерційних автомобілів Navistar International Corporation оголосили у 2016 році про те, що вони уклали великий альянс. Спочатку це передбачало, що Volkswagen отримає 16,6 відсотка Navistar за 230 мільйонів євро в рамках збільшення капіталу, а обидві компанії створять спільне підприємство для купівлі. У липні 2021 року дочірня компанія Volkswagen Traton придбала Navistar приблизно за 3,7 мільярда доларів, зробивши її єдиним власником Navistar.
15 липня 2020 року Navistar уклала партнерство з TuSimple, компанією, що розробляє технології автономних вантажних перевезень, для виробництва автономних напіввантажівок рівня 4. Зазначається, що виробництво розпочнеться у 2024 році.  Хоча обидві сторони не розголошують загальну суму інвестицій, Navistar придбала міноритарну частку в TuSimple.
25 вересня 2024 року Navistar оголосила про свій план ребрендингу та зміни назви на International Motors, LLC, яка набуде чинності з 1 жовтня того ж року. У той же час компанія представила новий логотип і виразну візуальну ідентичність.